# 프리스카 아위티 알카라스
프리스카 과달루페 아위티 알카라스(스페인어: Prisca Guadalupe Awiti Alcaraz, 1996년 2월 20일~)는 멕시코의 유도 선수이다. 2024년 하계 올림픽 여자 하프미들급 은메달을 획득했으며 멕시코 유도 선수로는 최초로 올림픽 유도에서 메달을 획득했다.

## 개인사
영국 런던 출신으로 케냐인 아버지와 멕시코인 어머니 사이에서 태어났다. 오빠인 필립은 영국 국가대표 유도 선수이다.